# Église de Saint-Lothain
L’église de Saint-Lothain est une église du Xe siècle dédiée à Lothain (moine ermite du VIe siècle) dans le village de Saint-Lothain, à 7 km à l'ouest de Poligny en Franche-Comté.

## Historique

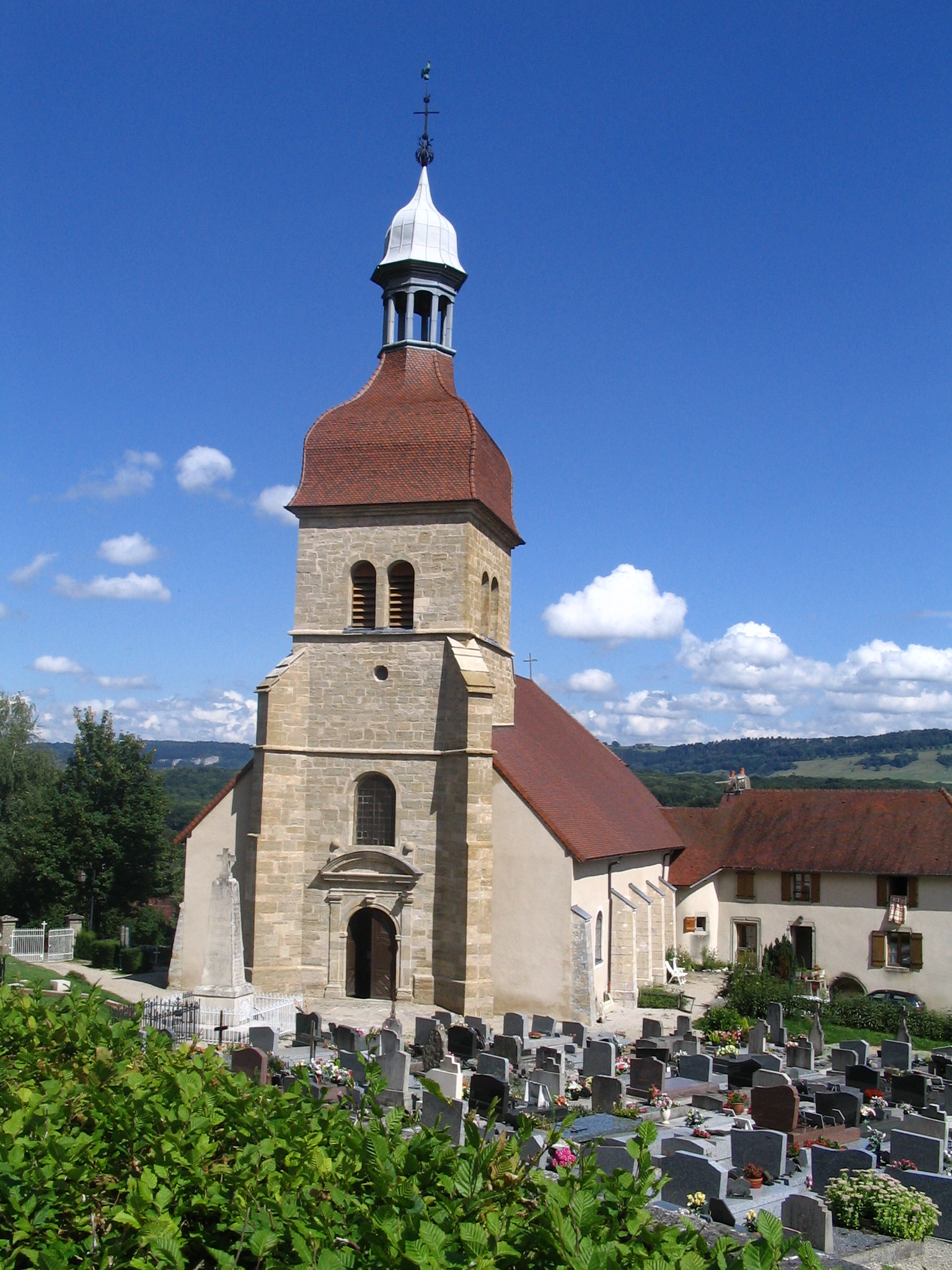
vue générale de l'église avec son clocher comtois.

Le moine de l'abbaye de Saint-Symphorien d'Autun Lothain (ou Lautein, Lautenus en latin), né vers 448 à Autun et mort en 518 à Saint-Lothain, se retire en ermite à Silèze (ancien nom de Saint-Lothain).
Attirés par sa présence, de nombreux disciples viennent s'établir sur le site et fondent un monastère qui compte bientôt soixante moines. Un second monastère, comprenant quarante moines, est établi à son tour dans les environs à Maximiacus (localisation actuelle indéterminée, peut-être Mesmay dans le Doubs).
Après la mort de Lautein, vers 518, le village prend le nom de Saint-Lothain et conserve ses reliques et son sarcophage (avec l'inscription latine « HIC REQVIESCIT SANCTVS LAVTENVS CONFESSOR », c'est-à-dire « Ici repose saint Lothain, confesseur ») dans la crypte de l'église qui domine le village (crypte d'architecture romane qui servit longtemps d'église primitive).
Le prieuré de Silèze est relevé au IXe siècle par l’abbé Bernon, premier abbé de l'abbaye de Cluny. Le prieuré dépend alors de l'abbaye de Baume-les-Messieurs.
L'église fait l’objet d’une inscription au titre des monuments historiques depuis le 26 octobre 1927. La crypte est, elle, classée depuis le 23 janvier 1946.

## Architecture
L’église de Saint-Lothain fut construite entre le XIe et le XIIe siècle sur une crypte de la fin du Xe siècle qui renferme le sarcophage mérovingien de saint Lothain.

La voûte en ogive remplaça vers le premier quart du XVIIIe siècle l'ancienne charpente de bois.

Le clocher, couronné d'un dôme comtois, porte au fronton la date de 1716.

## Décor religieux
La notoriété du fondateur et la présence de ses saintes reliques expliquent la richesse du patrimoine religieux.
- Haut-relief en albâtre polychrome représentant la châsse de Saint-Hubert, daté 1526.
- Buste reliquaire de sainte Foy en albâtre sculpté.
- Christ aux liens, sculpture en bois du XVIe siècle.
- Groupe en bois polychrome du XVIIe siècle représentant Joseph et Marie.
- Sainte Trinité, groupe en marbre du XVIe siècle[3]

L'église abrite de nombreuses statues du XVIe siècle, un Chemin de croix du XIXe siècle en 14 huiles sur toile et un étonnant ensemble de bancs à ossature de fonte du XIXe siècle représentant une architecture religieuse.

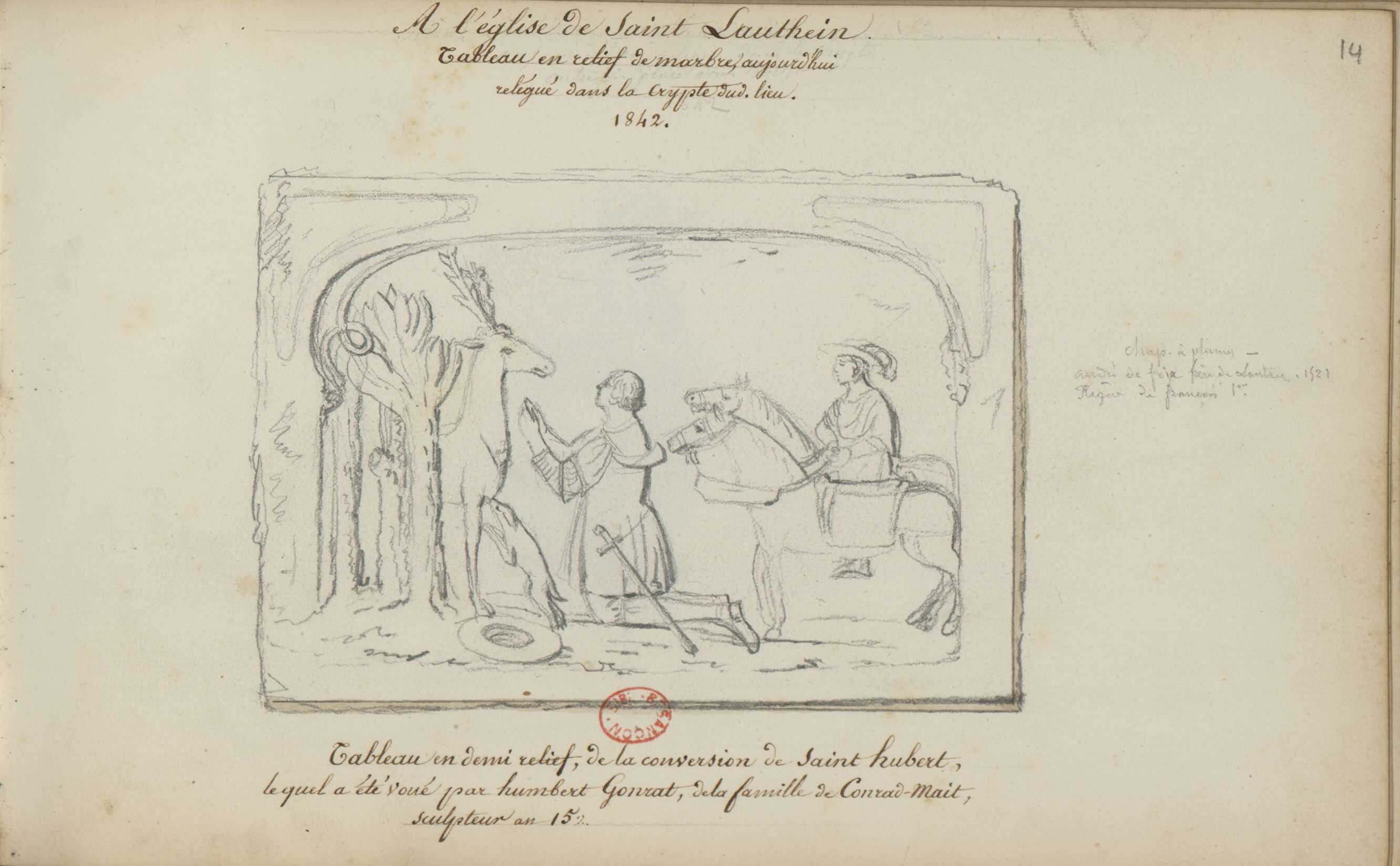
Dessin du relief de la conversion de Saint Hubert, église de Saint-Lothain, Désiré Monnier, 1842

La crypte comporte également une fresque de la mort de saint Lothain sur laquelle les habitants et visiteurs ont gravé leurs noms à travers le temps. Le traitement de ce mur graffité produit un effet d'une surprenante modernité.
Certaines de ces oeuvres sont dessinées dans les années 1841-1842 par l'intellectuel jurassien Désiré Monnier dans les albums qu'il dédie à ses pérégrinations dans la région.
Un petit édicule en albâtre situé dans la crypte est connu comme la Fontaine à huile miraculeuse dont saint Lothain se servait pour oindre les malades et les guérir. La légende dit que la source s'est tarie lorsque des mercenaires suédois de Louis XIV y ont graissé leurs bottes pendant la conquête du Comté de Bourgogne (actuelle Franche-Comté).

## Galerie d'images

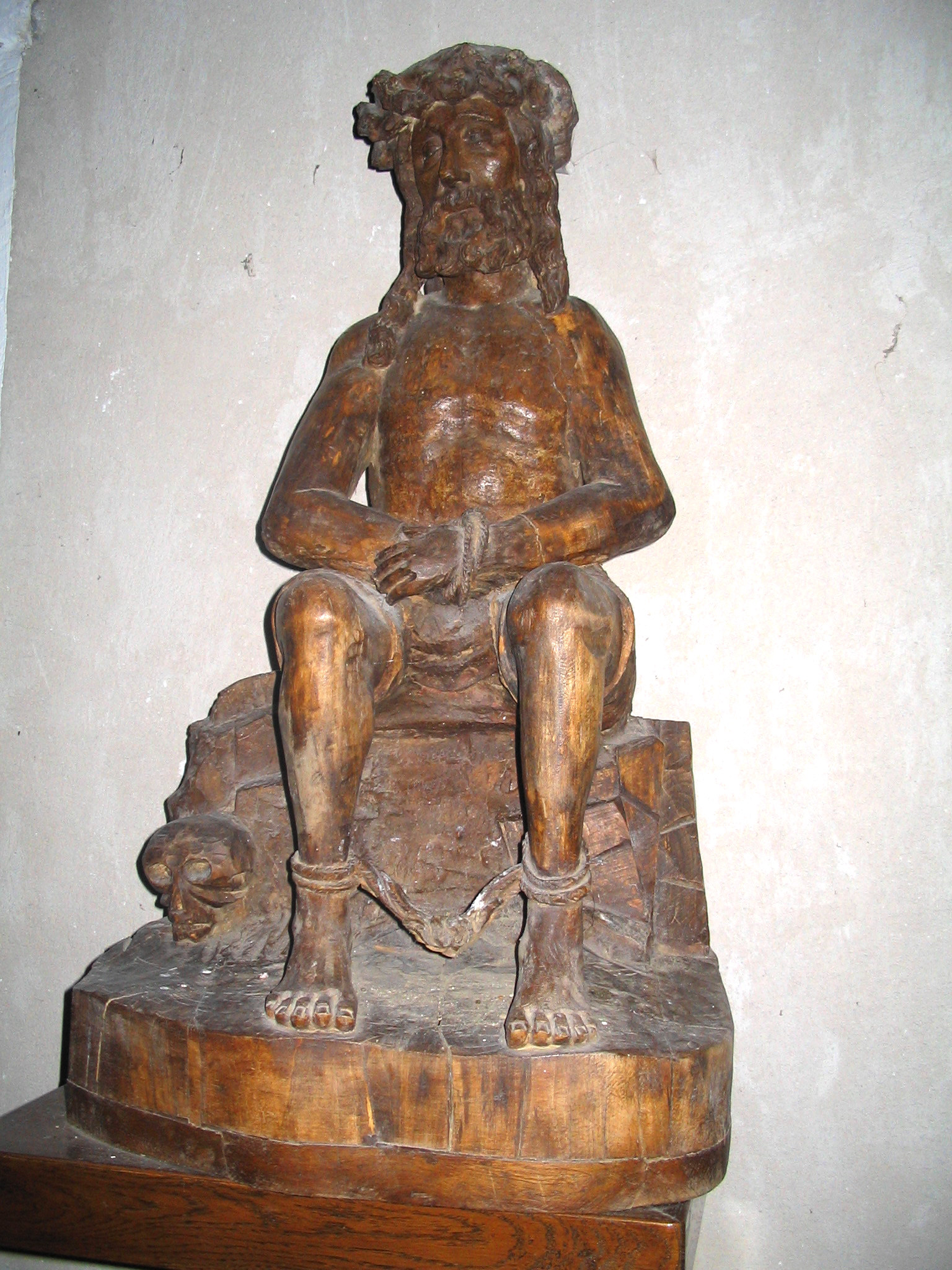
Christ assis aux liens, sculpture en bois du XVIe siècle.
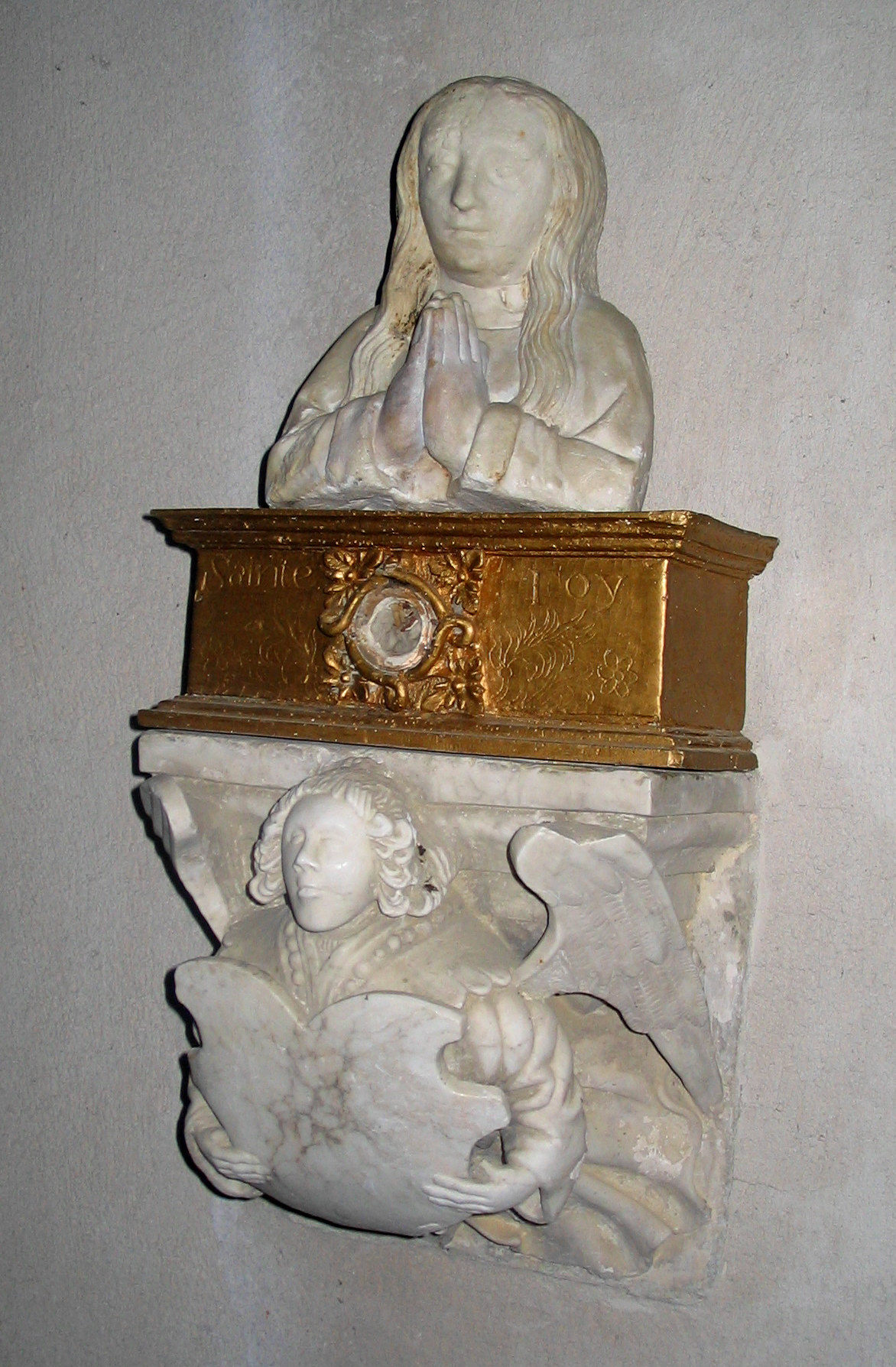
Buste reliquaire de Sainte-Foy, albâtre.
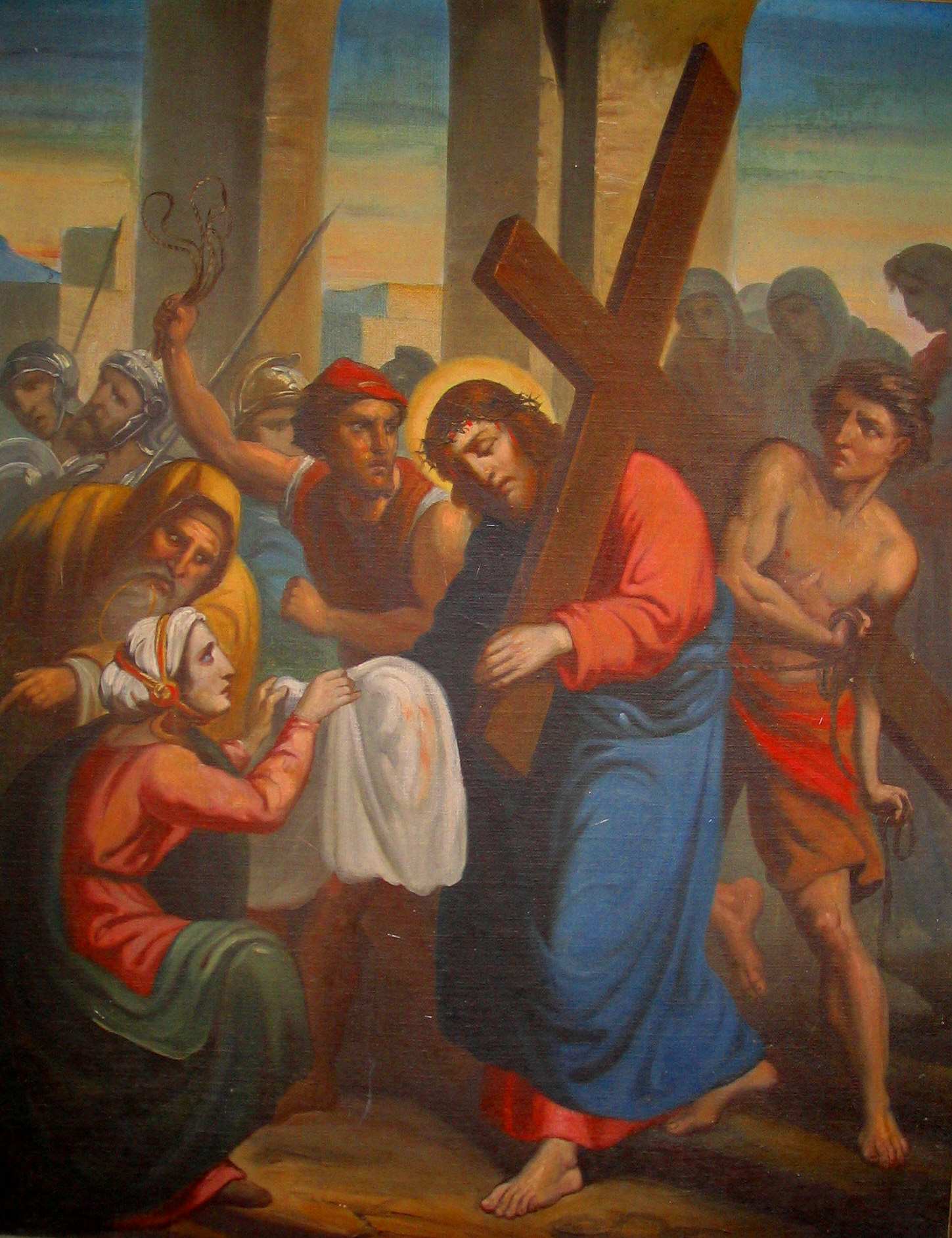
6e station du Chemin de croix, Véronique essuie le visage de Jésus, huile sur toile (XIXe siècle).
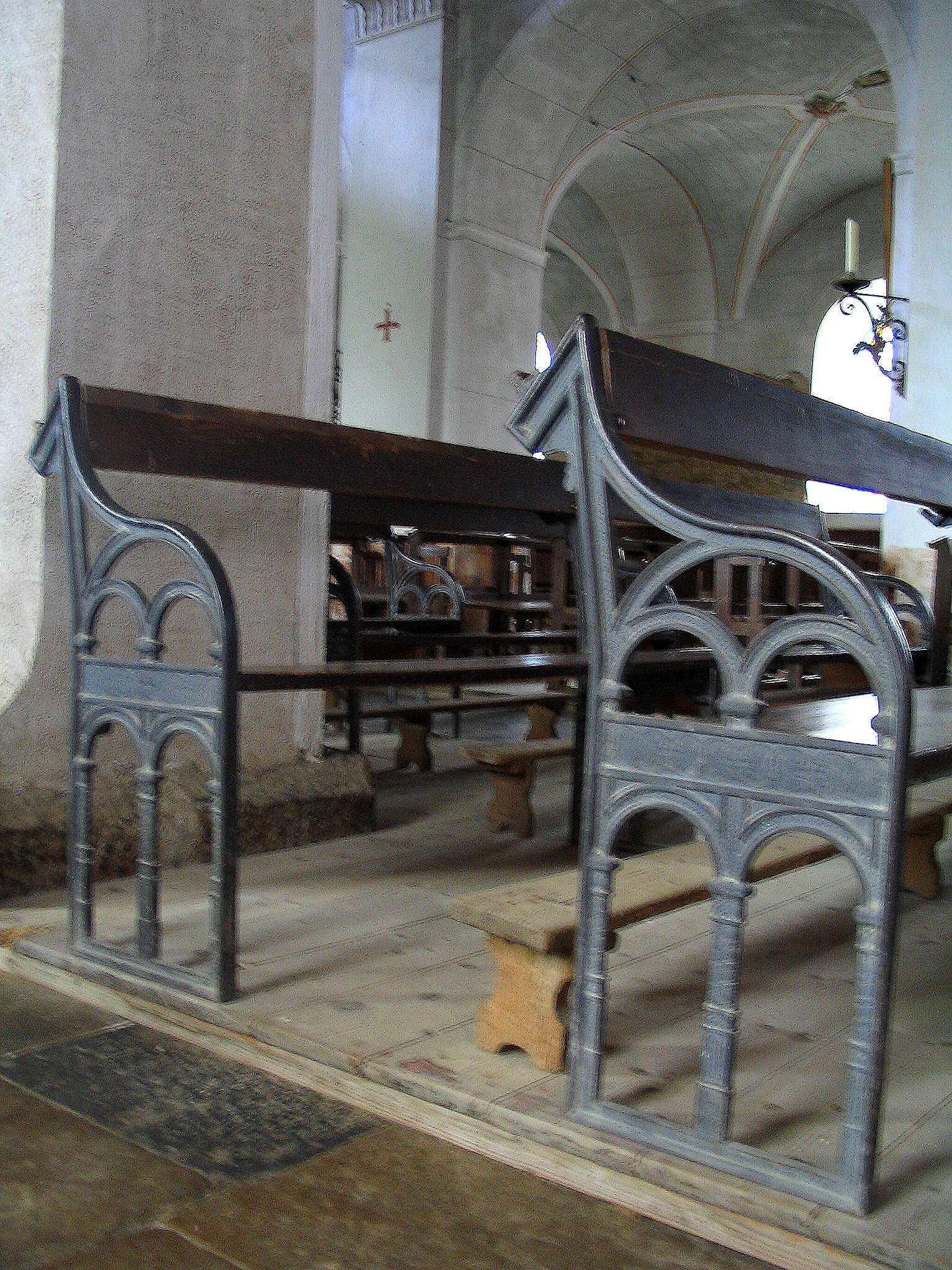
Bancs à arcatures de fonte (XIXe siècle).
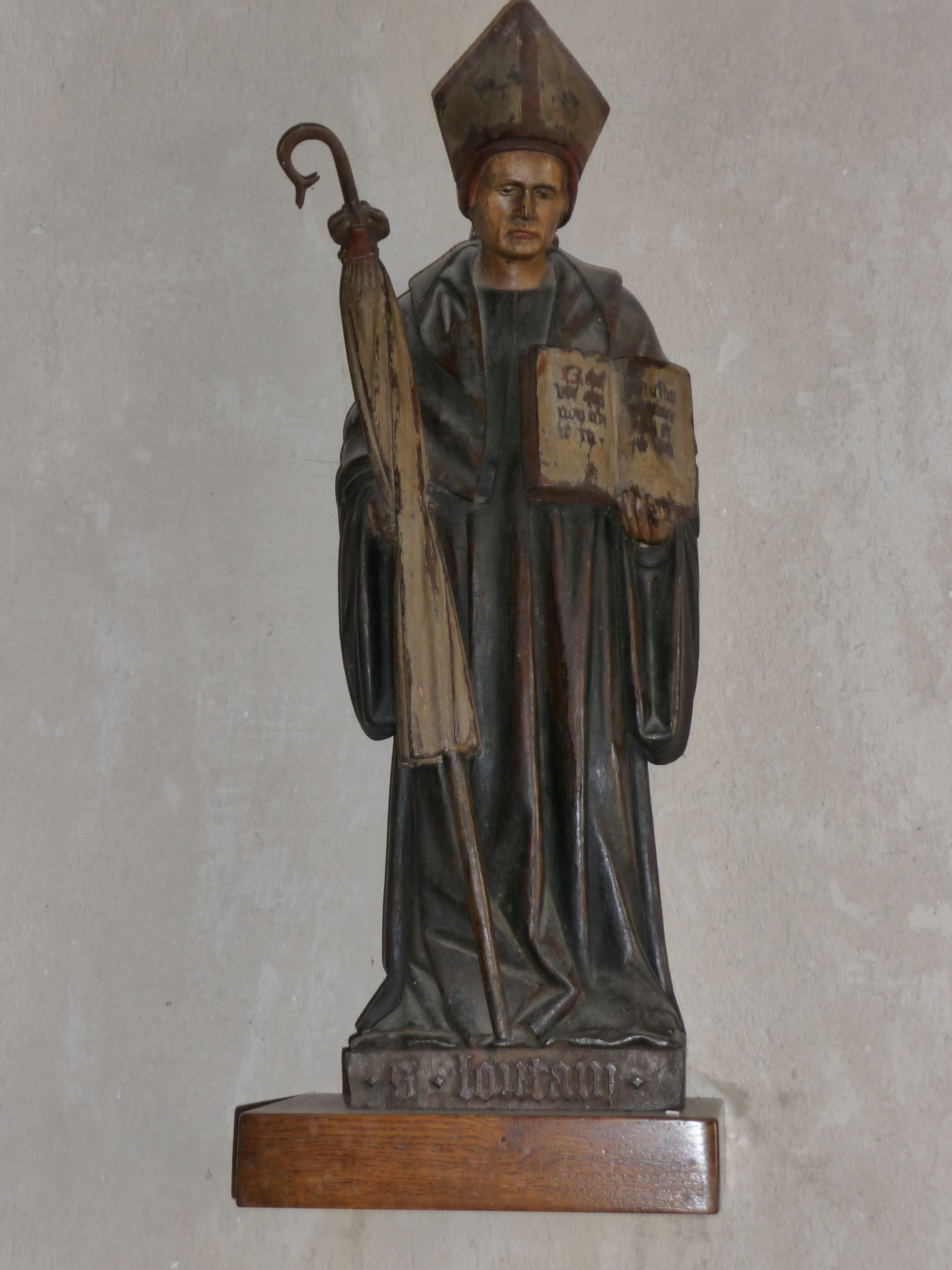
Saint Lothain, bois polychrome XVe siècle.
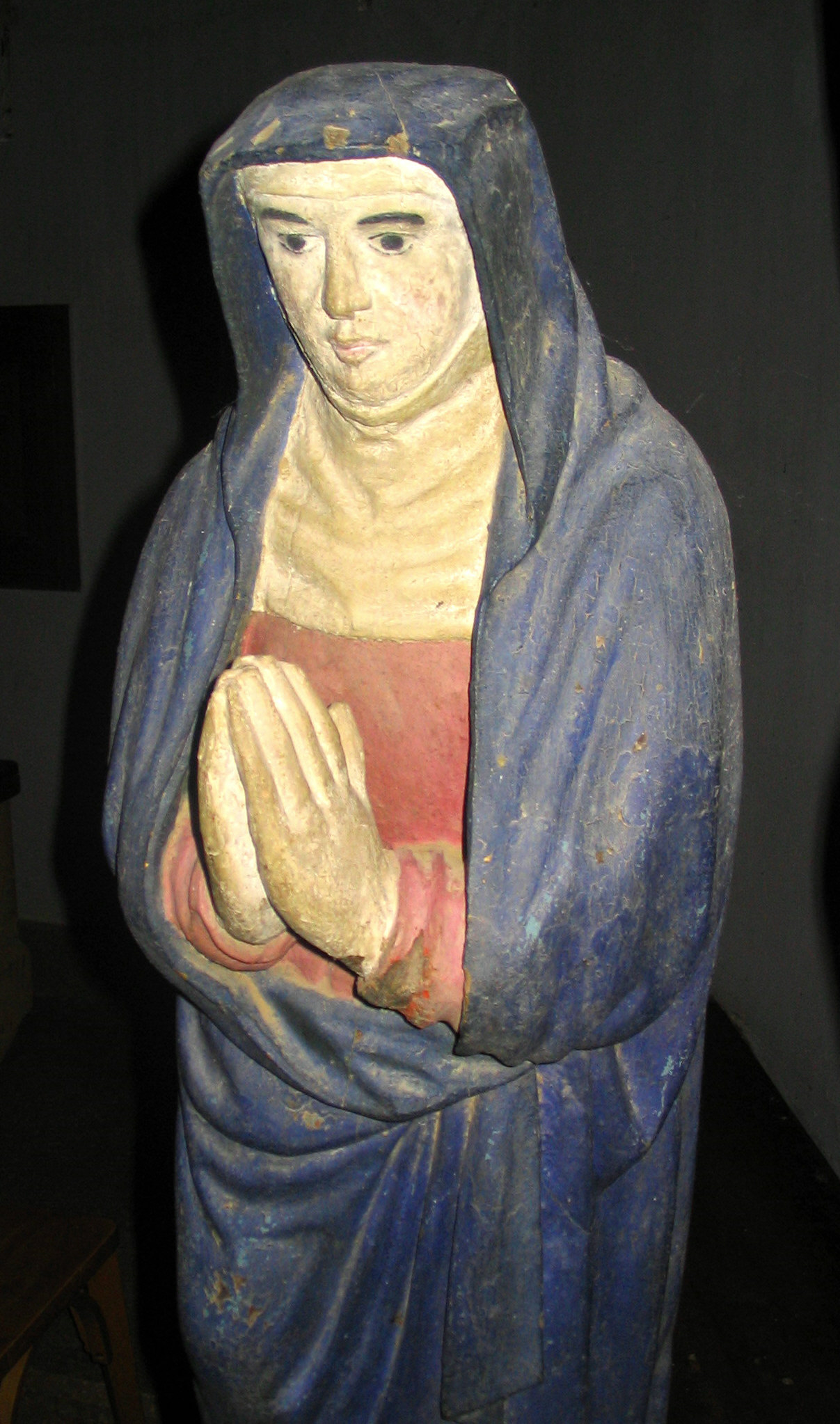
Statue de Marie, bois polychrome, XVIIe siècle.
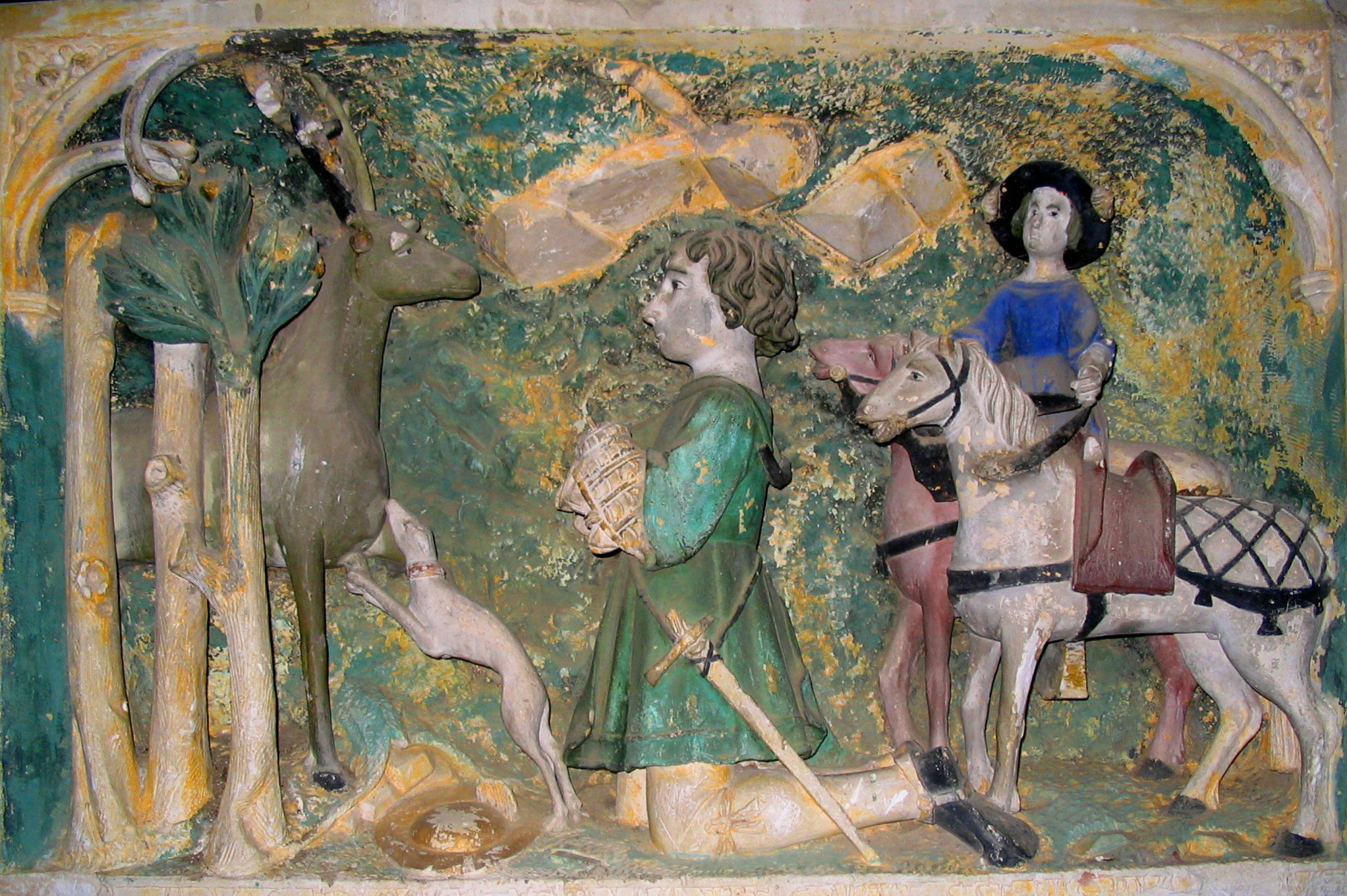
Légende de saint Hubert, haut-relief en albâtre, 1526.
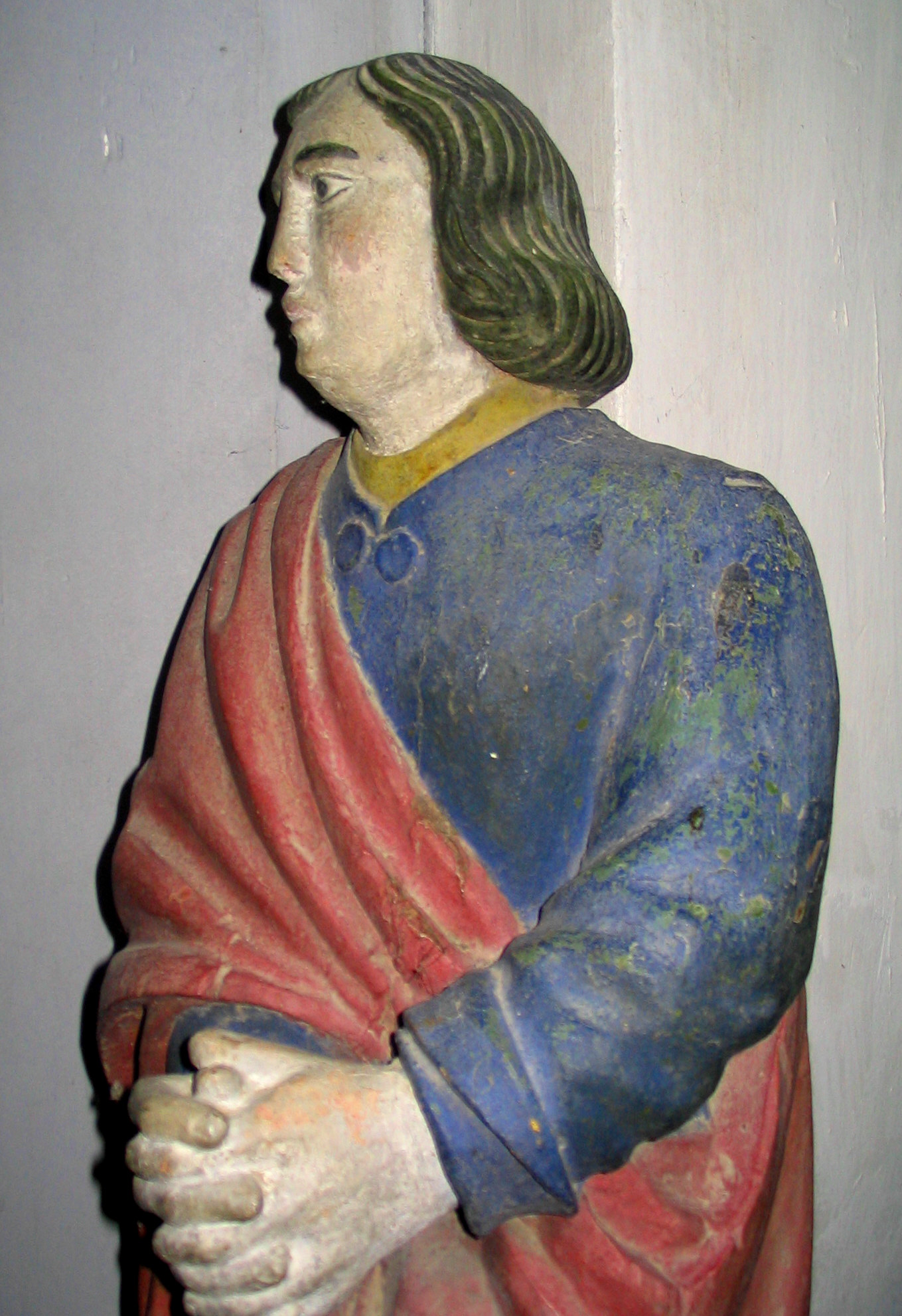
Statue de Joseph, bois polychrome, XVIIe siècle.
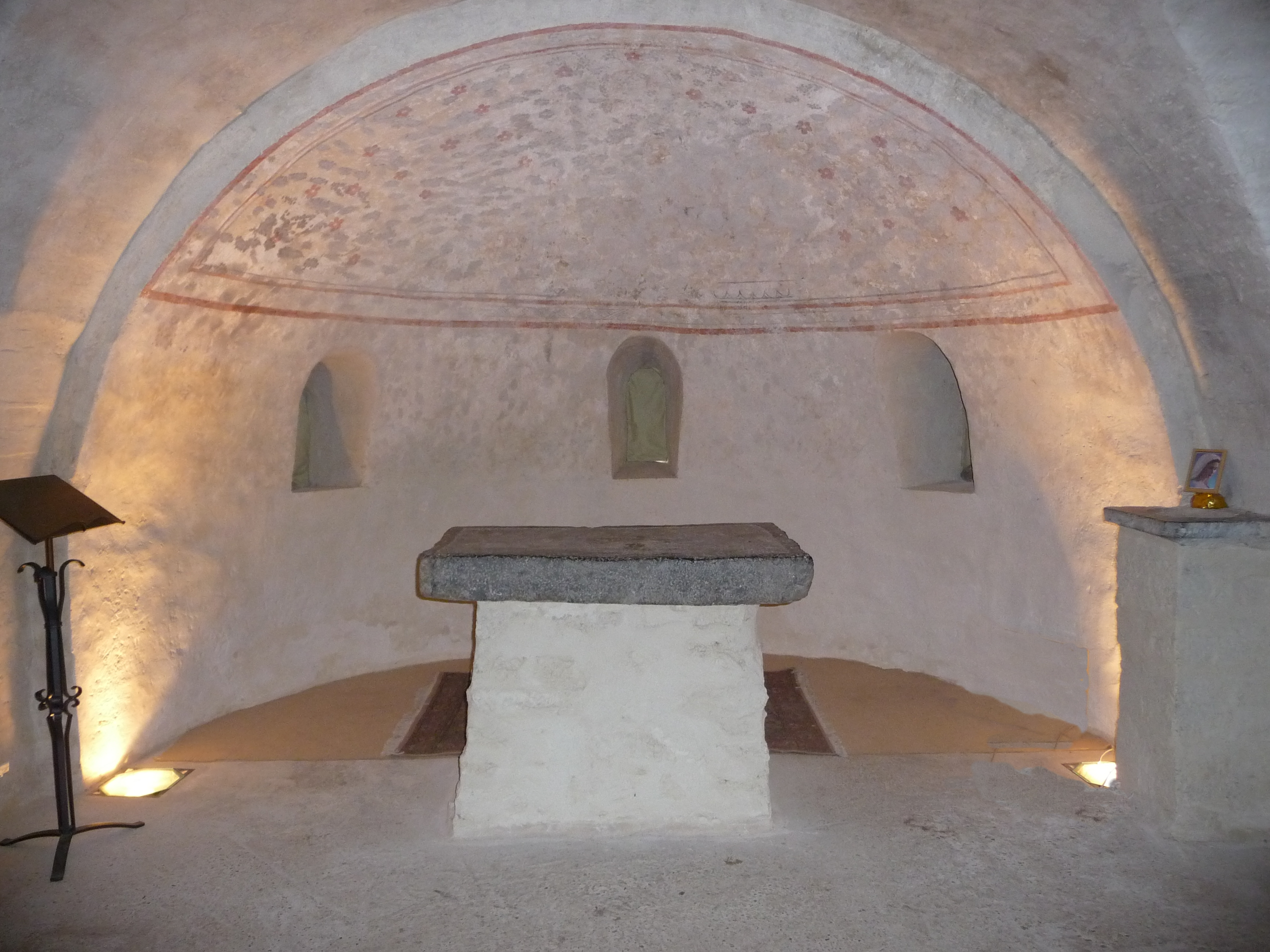
L'autel de la crypte de l'église.